# Királyok völgye 57

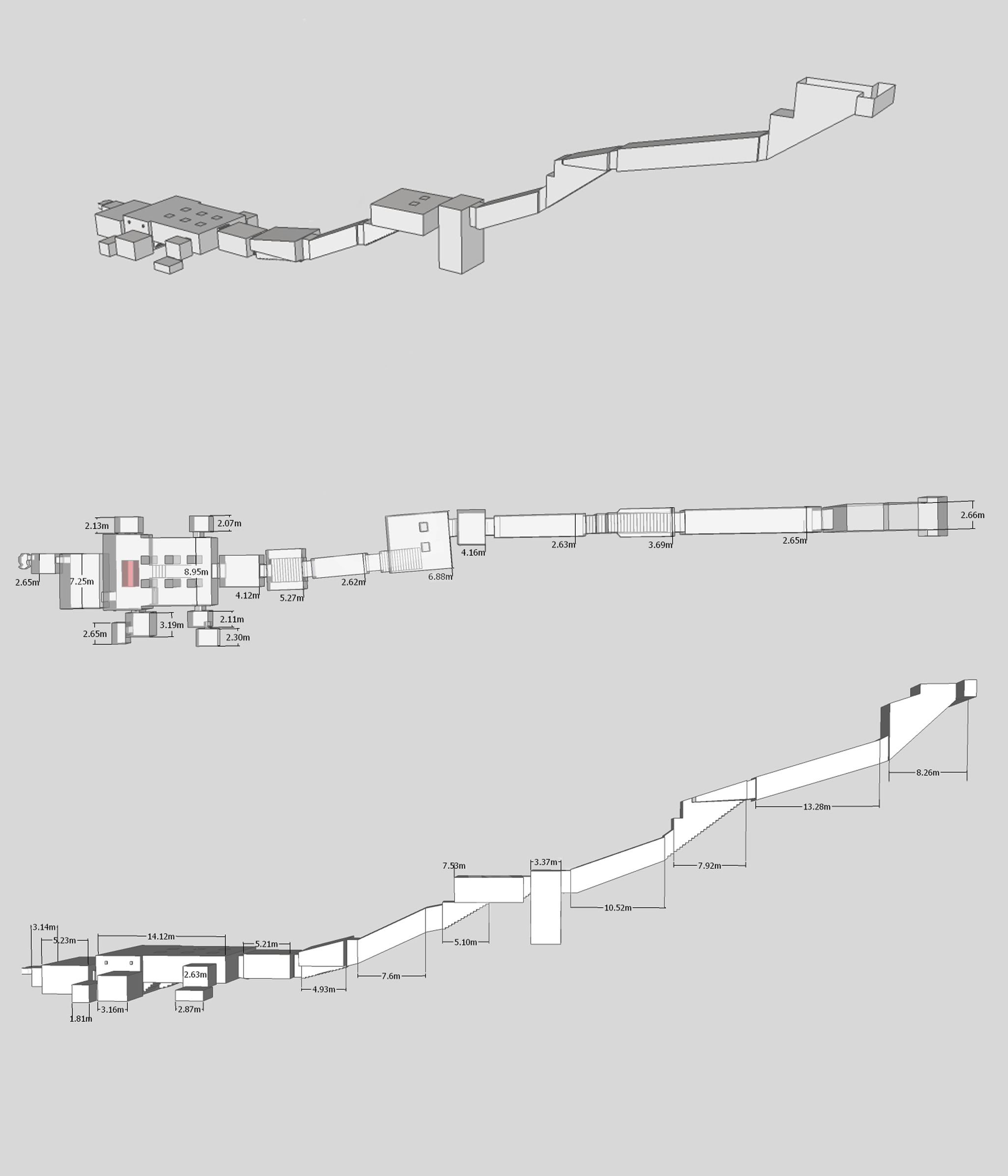
A sír izometrikus képe, alaprajza és oldalnézeti metszete egy 3D-modell alapján

A Királyok völgye 57 (KV57) egy egyiptomi sír a Királyok völgye keleti völgyében, a délnyugati vádi nyugati ágában; Horemheb fáraó sírja. A Theodore Davisnek dolgozó Edward R. Ayrton fedezte fel 1908 februárjában. Mivel a sír bejárata a völgyfenék közelében nyílik, a völgyet időnként elárasztó víz által idesodort törmelék megtöltötte a sírt.

## Leírása
A sírba lépcső, lejtős folyosó, majd újabb lépcső és újabb lejtős folyosó vezet, ezt egy kisebb, négyszögletes helyiség követi, melyben mély akna található. Innen közvetlenül egy kétoszlopos kamra nyílik. Ebből újabb lépcső, folyosó, majd még egy lépcső vezet lefelé egy kamrába, ebből nyílik maga a hatoszlopos sírkamra. A sírkamrából öt kisebb kamra nyílik, melyek némelyikéből további, összesen négy kis kamra.
A sír 127,88 m hosszú, területe 472,61 m². Kialakítása nagyban eltér a többi, jelentős XVIII. dinasztiabeli királysírtól; átmenetet képez a XVIII. dinasztia hajlított tengelyű és a XIX. dinasztia egyenes tengelyű sírjai között, falain nem egyszerű festmények, hanem festett féldomborművek láthatóak, és ebben a sírban jelennek meg először a Kapuk könyvének feliratai. A falfestmények a mély aknának helyet adó helyiségben kezdődnek, különféle isteneket (Hathor, Ozirisz, Ízisz, Hórusz és Anubisz) ábrázolnak, valamint Horemhebet istenek társaságában, illetve a sírkamrában a Kapuk könyve jeleneteit. Horemheb több mint húsz évnyi uralkodása alatt a dekoráció nem készült el teljesen; a félbemaradt képeken tanulmányozható készítésük folyamata.
A sírban törött fedéllel találták meg az uralkodó faragott vöröskvarcit szarkofágját, benne számos különböző temetkezéshez tartozó csontokat és maradványokat, melyek egyikéről sem sikerült bizonyítani, hogy Horemhebé lenne. Emellett törött kanópuszládát és más temetkezési kellékeket is találtak, ami valószínűsíti, hogy a sírt kirabolták; a szintén itt talált XXI. dinasztiabeli hieratikus feljegyzések arra utalnak, ideiglenesen tárolhattak itt múmiákat, talán a később a Királyok völgye 35-be átszállítottakat.
1934-ben a Service des Antiquités restaurálási munkálatokat végzett a sírkamra előtti kis kamrán. 1994 október-novemberében a sírt víz árasztotta el; bár az akna a víz nagy részét felfogta, valamennyi vízmennyiség elérte a mélyebben fekvő helyiségeket is. A sírt ekkor restaurálás céljából lezárták, fa padlózattal és világítással látták el.
Horemhebnek korábban Szakkarában is épült egy sírja, illetve – amennyiben azonos az Ehnaton uralkodása alatt Paatonemheb néven említett katonával – Amarnában is. Szakkarai sírjába Horemheb két feleségét temették, a vélhetőleg még férje trónra lépése előtt elhunyt Ameniát, illetve Mutnedzsmet királynét, aki valószínűleg még azelőtt meghalt, hogy királynéi sír készült volna neki.

## Galéria

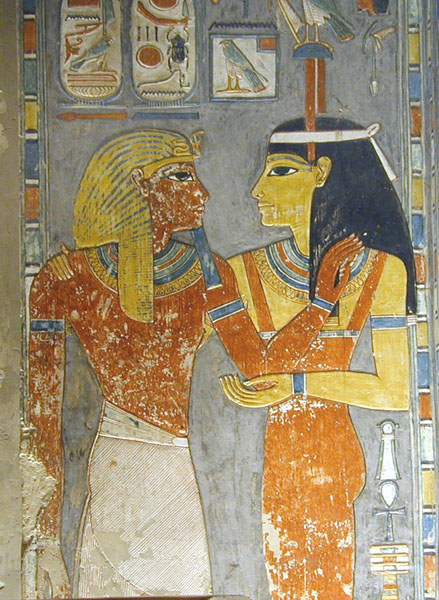
Horemheb és Hathor
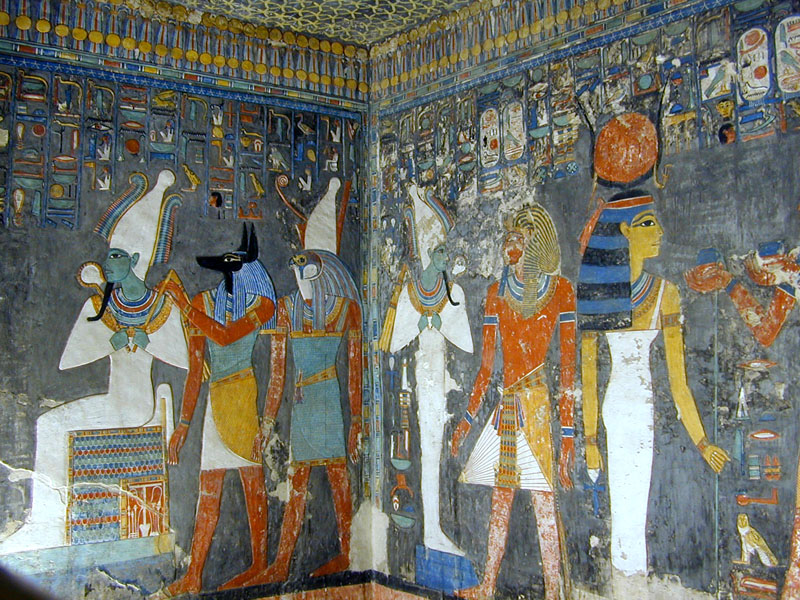
Horemheb istenek között
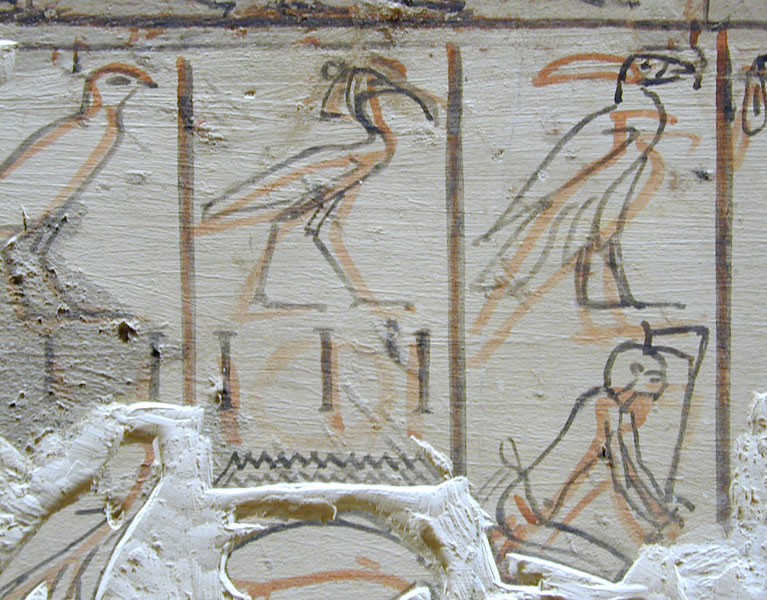
Befejezetlen falfestmény a sírban
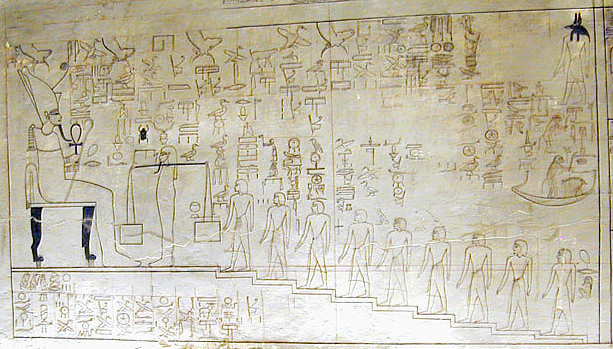
Jelenet a Kapuk könyvéből

## Külső hivatkozások
- Theban Mapping Project: KV57